# Farroupilha
Farroupilha ist eine Stadt im Bundesstaat Rio Grande do Sul im Süden Brasiliens. Sie liegt etwa 110 km nördlich von Porto Alegre. Benachbart sind die Orte Caxias do Sul, Bento Gonçalves, Garibaldi, Alto Feliz, Nova Pádua, Carlos Barbosa und Nova Roma do Sul. Ursprünglich war Farroupilha Teil der Munizipien Bento Gonçalves, Caxias do Sul und Montenegro.
Die Stadt wurde vor allem durch italienische Einwanderung geprägt.

## Söhne und Töchter der Stadt
- Ângelo Félix Mugnol (1915–1982), Bischof
- Lúcio Ignácio Baumgaertner (1931–2023), römisch-katholischer Erzbischof von Cascavel
- José Carlos De Nardi (* 1944), General, Stabschef der brasilianischen Streitkräfte
- Fernando Lucchese (* 1947), Kardiologe und Schriftsteller
- José Ivo Sartori (* 1948), Philosoph, Hochschullehrer und Politiker
- Murilo Becker (* 1983), Basketballspieler
- Éder Carbonera (* 1983), Volleyballspieler

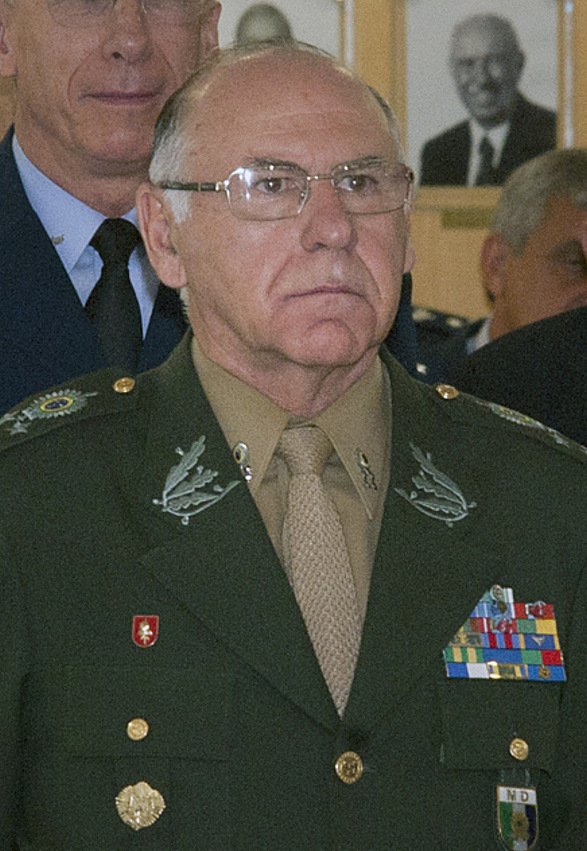
José Carlos De Nardi (2012)
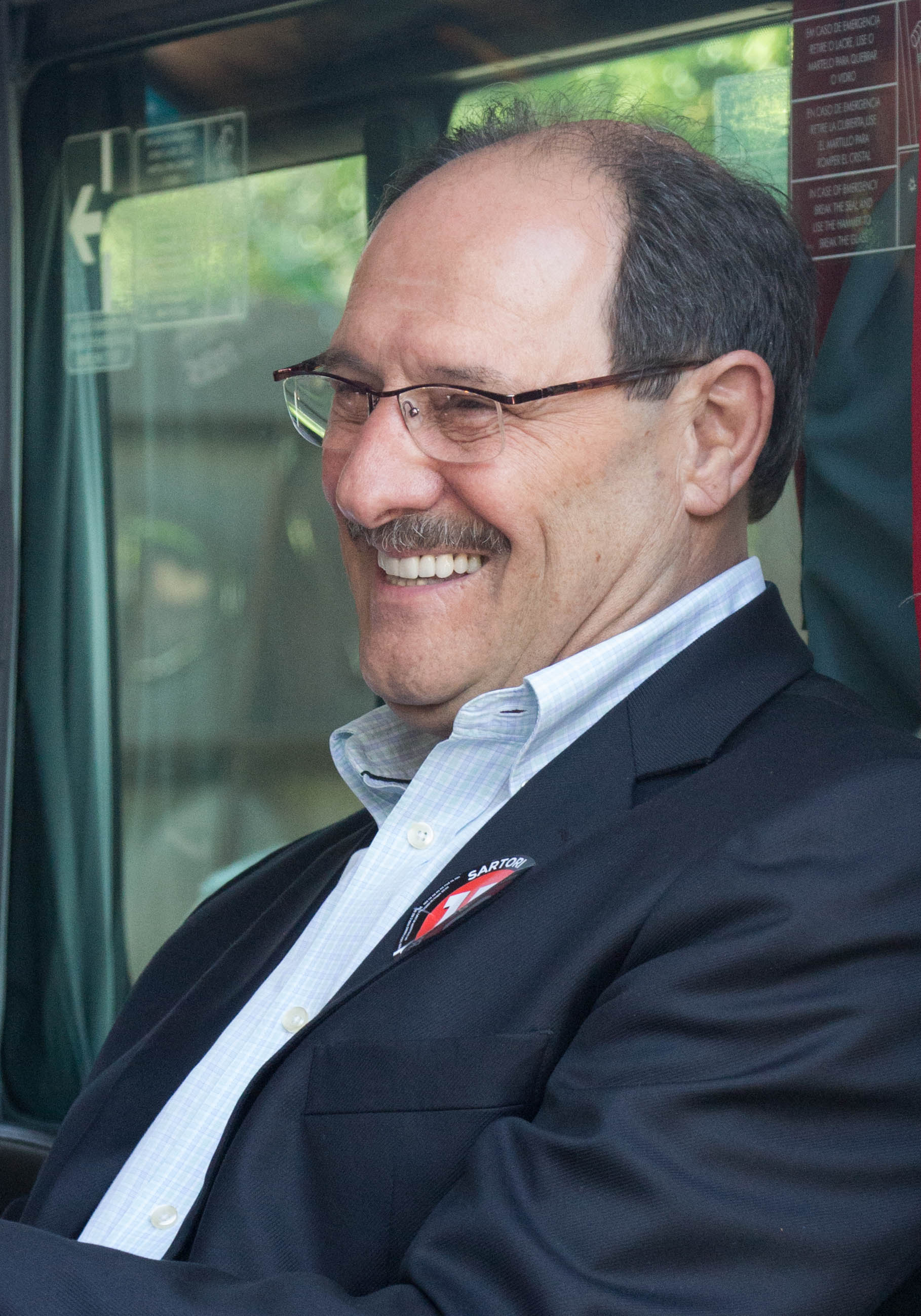
José Ivo Sartori (2014)
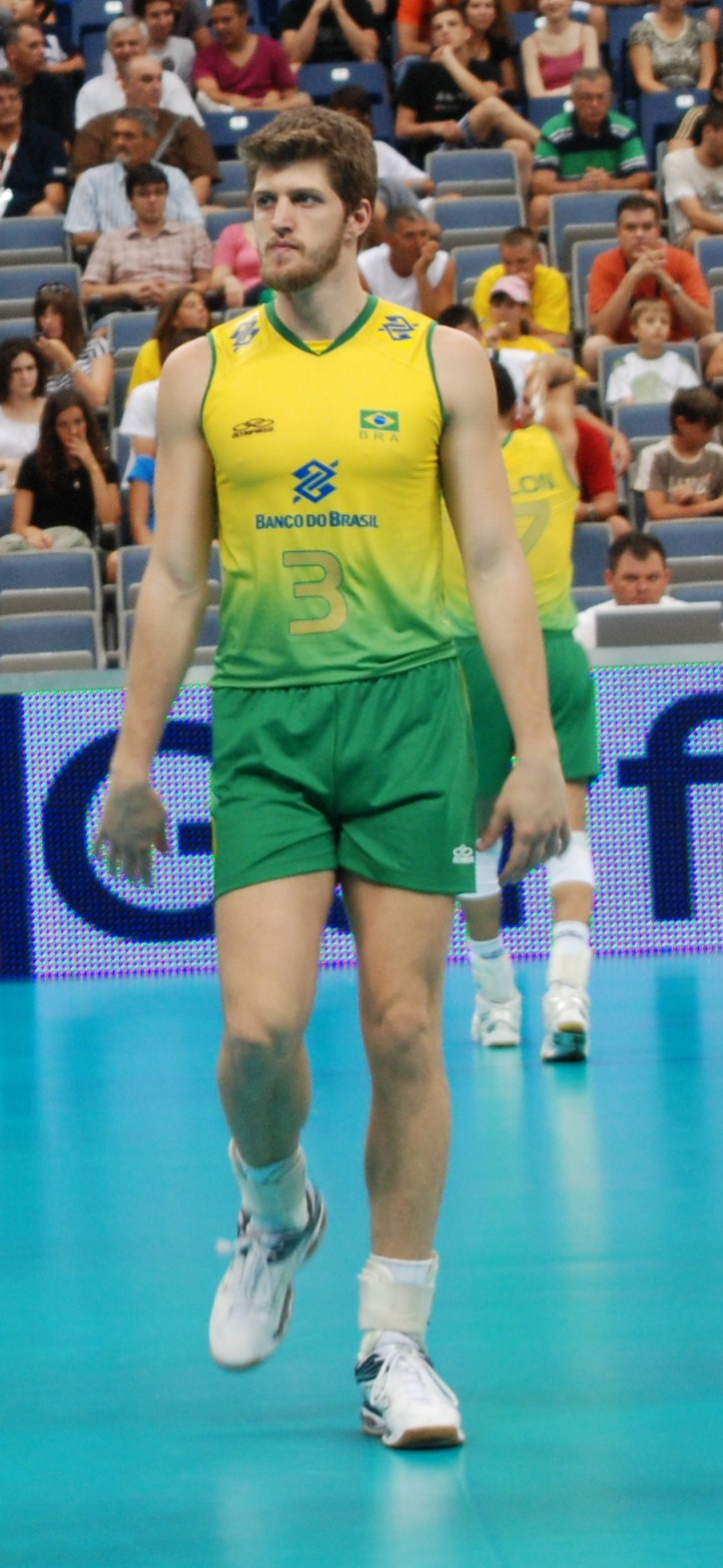
Éder Carbonera (2009)